# Falzbein

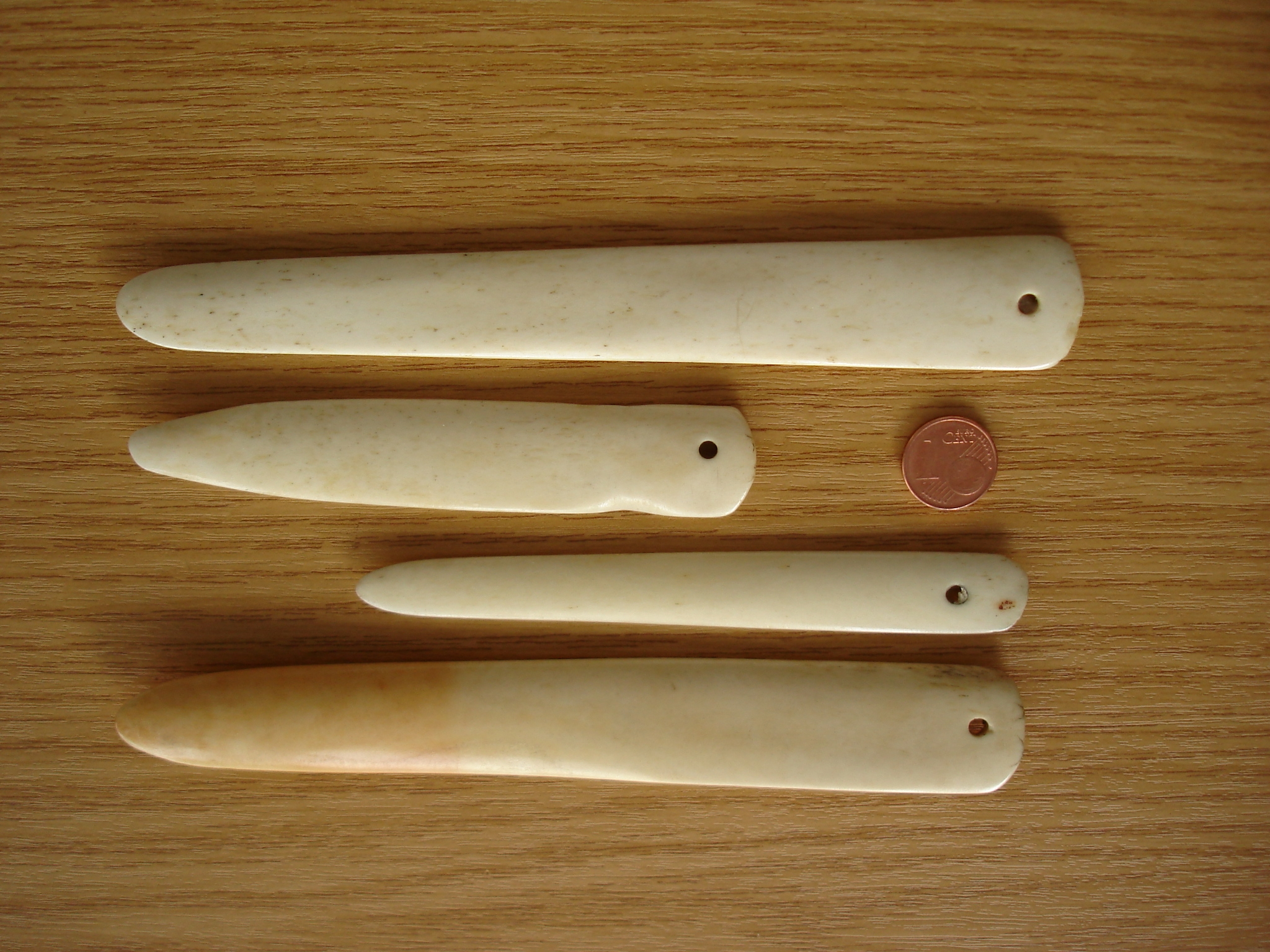
Falzbeine aus den 1950er-Jahren

Das Falzbein ist ein traditionelles Werkzeug der handwerklichen Papierverarbeitung. Es findet überwiegend im Buchbinderhandwerk sowie im grafischen Gewerbe (zum Beispiel beim Packungsdesign bei der Anfertigung von Modellen und Prototypen für Umverpackungen aus Karton) Verwendung.
Ein Falzbein besteht aus einem flachen, 12 bis 20 cm langen Stück Rinderbein- oder Walknochen (das Wort Bein ist hier die Bezeichnung für Knochen als Werkstoff) mit einer abgerundeten Spitze und wird zum Herstellen und Flachreiben der Knicke beim Falten (Falze) von Papier und Karton eingesetzt.
Mit dem Falzbein wird, meist mit einem Lineal als Führung, in die Außenseite des Kartons oder Papiers eine Rille gerieben. An dieser Rille wird der Karton oder das Papier umgelegt und scharf flachgerieben. Durch dieses Vorgehen (Falzen) wird das Papier oder der Karton an der Falzstelle entspannt, um beim Knicken nicht zu brechen. So können mit hoher Präzision saubere Falze gesetzt werden. Früher wurden Falzbeine auch zum Linieren eingesetzt.
Es gibt kleinere, schmale Lederfalzbeine, umgangssprachlich auch Knochen genannt, sowie größere mit runder Spitze. Auch die Bezeichnung „Elefant“ ist gebräuchlich (in der Annahme, Falzbeine würden aus Elfenbein hergestellt).
Heute werden Falzbeine auch aus Holz, Kunststoff, Edelstahl und Teflon hergestellt. Falzbeine aus Teflon werden gerne bei Restaurationsarbeiten alter Schriftstücke verwendet und haben den Vorteil, keine blanken Stellen an den geriebenen Stellen zu hinterlassen. Sie nehmen auch keine Klebstoffe an, sind aber empfindlicher als Falzbeine aus Knochen.
Insbesondere Falzbeine aus Knochen werden von ihrem Besitzer besonders hergerichtet und gelten als „persönliches“ Werkzeug, das ungern anderen überlassen wird.